# 尤里·斯特茨
尤里·雅罗斯拉沃维奇·斯特茨（烏克蘭語：Юрій Ярославович Стець；1975年12月29日—）是烏克蘭的一位記者和政治人物。他在第二次阿爾謝尼·亞采紐克內閣中擔任訊息政策部部長。2015年12月8日，他辭去了部長職務，因為他覺得他已經「達到了目標」。他是彼得·波羅申科集團的一員。